# Ястржембский, Николай Феликсович
Никола́й Фе́ликсович Ястрже́мбский (1808, Минская губерния — 1874, Могилёв) — российский учёный-механик, профессор (1843), специалист в области сопротивления материалов, строительной механики и мостостроения.

## Биография

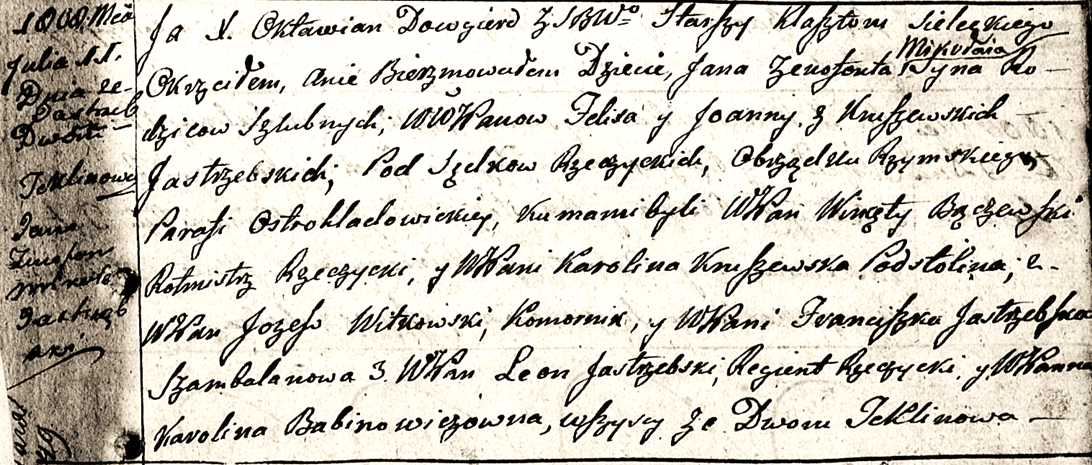
Запись в метрической книге церкви Селецкого базилианского монастыря о рождении и крещении Николая Ястржембского.

Родился 11 (23) июля 1808 года в фольварке Теклинов в Речицком уезде Минской губернии, в семье речицкого подсудка Феликса Ястржембского, владельца имения Борисовщина.
Обучение начал в школе овручских базилиан, затем с отличием окончил физико-математический факультет Виленского университета (1830) и Институт Корпуса инженеров путей сообщения в Петербурге (1832). Во время обучения в Петербурге Ястржембский стал учеником и последователем выдающегося российского математика и механика М. В. Остроградского, который с 1830 г. преподавал в Институте Корпуса инженеров путей сообщения, читая там лекции по рациональной механике.
По окончании Института Корпуса инженеров путей сообщения Н. Ф. Ястржембский получил чин поручика и был оставлен при этом учебном заведении. Его назначили репетитором (так в те времена называли преподавателей) по практической механике и курсу построений — в помощь учителям Ястржембского, профессорам П. П. Мельникову и М. С. Волкову (первый из них с 1825 г. читал лекции по курсу прикладной механики, где в основном рассматривались вопросы теории механизмов и машин, а второй с 1823 г. — лекции по «курсу построений», включавшему такие относящиеся к строительному делу разделы, как строительные материалы, производство строительных работ, шоссейные дороги, гидротехника, строительная механика). Ястржембский стал вести учебные занятия по двум этим курсам, а с 1834 года читал курс лекций по практической механике.
Позднее Н. Ф. Ястржембский читал курс прикладной механики также в Петербургском практическом технологическом институте, Институте Корпуса горных инженеров и Строительном училище.
В 1848 году полковник Корпуса инженеров путей сообщения Н. Ф. Ястржембский был переведён из Санкт-Петербурга в Могилёв и приступил там к работе в качестве начальника Могилёвского округа путей сообщения. Позднее в своих мемуарах «Записки инженера» он утверждал, что сделал это по собственному желанию; однако есть предположение, что причиной перевода стало участие его двоюродного брата, И. Л. Ястржембского в революционном кружке Петрашевского.
В Могилёве Н. Ф. Ястржембский проработал четырнадцать лет. Под его руководством строилось шоссе Могилёв — Киев, дорога из Могилёва в Бобруйск, шоссе от Могилёва до Довска; он спроектировал мост через Западную Двину в Витебске и мост через Днепр в Могилёве. В Могилёве он построил и первую на белорусской земле паровую мельницу. Выйдя в феврале 1863 года в отставку, Ястржембский поселился в Могилёве, где и скончался в 1874 году.
Получил известность в литературных кругах, когда в результате недоразумения в 1872 году в журнале «Русская старина» были опубликованы варианты и отрывки из якобы второго тома «Мёртвых душ» Гоголя. В действительности они оказались стилизацией, автором которой был Ястржембский.

## Научная и педагогическая деятельность
Н. Ф. Ястржембский относился к той группе учеников М. В. Остроградского (И. А. Вышнеградский, Н. П. Петров, Д. И. Журавский, Г. Е. Паукер, С. В. Кербедз и др.), которая оформилась в русскую школу прикладной механики. Существенный вклад Ястржембский внёс в становление прикладной механики, в методику преподавания данной дисциплины и используемую в ней русскую терминологию.
Уже в 1834 году в соавторстве с коллегами Ястржембский издал «Собрание рисунков в сфере строительного мастерства», в котором были описаны важнейшие архитектурные сооружения того времени, анализировались просчёты инженеров при их возведении.
Вскоре он заинтересовался мостостроением, особенно висячими мостами, возведение которых в России только началось. Ястржембский доказывал, что при строительстве металлических мостов надо применять не сталь, которая в определённых условиях становится хрупкой, а железо. Его выводы подтвердила авторитетная комиссия, в институте была создана специальная лаборатория.
После этого Ястржембский стал читать курс лекций по проблемам путей сообщения, а в 1837—1838 гг. при содействии Е. Ф. Канкрина издал «Курс практической механики» в двух томах, который являлся первым учебным пособием на русском языке для подготовки техников-механиков. В основу курса лёг «Курс механики, применённой к машинам» французского механика Ж.-В. Понселе, который был Ястржембским существенным образом переработан с учётом профиля своего института и дополнен новыми важными разделами «О движении машин вообще», «О движителях», «Об исполнительном механизме», «О сопротивлении строительных материалов». В частности, в последнем разделе Ястржембский выполняет расчёты цилиндрических и призматических деталей на прочность и жёсткость при растяжении-сжатии, изгибе и кручении, выступая основоположником теории сопротивления материалов в России: все позднейшие российские учебники по сопротивлению материалов восходят к этому разделу «Курса практической механики». В результате курс Ястржембского стал вполне оригинальным учебником, подобного которому в России ещё не было; за него автор получил в 1839 году престижнейшую Демидовскую премию.
Ястржембскому принадлежит ряд научных статей, опубликованных в «Журнале путей сообщения»: «Влияние способа прикрепления цепей на сопротивление устоев висячих мостов» (1835), «Общая теория движения машин» (1838), «Выводы из опытов над трением, произведённых Мореном» (1839), «О построении мостовых арок из чугуна» (1840) и др.
В 1840 году Ястржембский впервые ввёл в Технологическом институте преподавание курса построения машин в качестве самостоятельной учебной дисциплины, а в свои лекции, читавшиеся в Институте Корпуса инженеров путей сообщения, он включил новый раздел, посвящённый построению машин. В 1846 году им был составлен — как пособие к преподаванию практической механики в Институте Корпуса инженеров путей сообщения и Строительном училище — «Атлас образцовых механических устройств», содержавший собрание чертежей различных механизмов и машин на 100 листах и сведения, нужные для построения машин.
В том же году Ястржембский издал ещё один двухтомный курс «Начальные основания общей и прикладной механики», в первом томе которого излагались общие начала механики, во втором — вопросы, касавшиеся устройства и принципов работы технологических машин (в частности, прессов, насосов, лесопилок и мукомольных мельниц). В своём изложении он трактует машину как систему связанных между собой материальных точек, к которым применяет закон передачи работ. В этом курсе, кстати, Ястржембский одним из первых в русской научной литературе по механике использует термин «работа» (чуть раньше — в 1837 г. — это сделал П. П. Мельников), в то время как в «Курсе практической механики» он использовал термины «количество действия» и «момент». В данном курсе также содержится первое в научно-технической литературе упоминание об электричестве как потенциальном двигателе: Ястржембский предсказывает создание электродвигателя, которому, по мнению учёного, суждено со временем занять ведущее место в фабричной промышленности.

## Память
- К юбилею Н. Ф. Ястржембского в Речицкой центральной районной библиотеке прошла выставка «Живая душа инженера: Николай Ястржембский» (2023)[14].

## Публикации
- Ястржембский Н. Ф.  Курс практической механики. Ч. 1. — СПб.: Типография Конрада Вингебера, 1837. — xii + 560 с.
- Ястржембский Н. Ф.  Начальные основания общей и прикладной механики. Ч. 1. — СПб., 1846. — 391 с.
- Ястржембский Н. Ф.  Начальные основания общей и прикладной механики. Ч. 2. — СПб., 1846. — 371 с.